# Креуса (дочь Эрехтея)
Креуса (дочь Эрехтея) (др.-греч. Κρέουσα) — персонаж древнегреческой мифологии. Дочь Эрехтея и Праксифеи. По афинской версии, Креусой овладел в одной из пещер на северном склоне афинского акрополя Аполлон, и она родила от него Иона. Выдана замуж за фессалийца Ксуфа и родила двух сыновей: Ахея и Иона, и дочь Диомеду. По версии, родила от Гермеса Кефала.
Миф обработан в трагедиях Софокла «Креуса» и «Ион», трагедии Еврипида «Ион».
В честь Креусы назван астероид (488) Креуза, открытый в 1902 году.

## В мифологии
Креуса была избавлена от участи своих сестёр, потому что была ещё младенцем в то время, когда те поклялись покончить жизнь самоубийством, если вдруг одна из них умрёт.
Согласно сюжету трагедии «Ион», Креуса забеременела от Аполлона задолго до того, как вышла замуж за Ксуфа. С целью защитить её от отцовского гнева, Аполлон использовал своё могущество, чтобы скрыть беременность. Затем Креуса, опять же благодаря помощи Аполлона, самостоятельно родила ребенка в отдалённой пещере, однако ей пришлось оставить его там, опасаясь упрёков своего отца. После Аполлон попросил Гермеса переправить младенца в свой храм и принял меры, чтобы он вырос там. Креуса между тем, чувствуя угрызения совести, вернулась в пещеру, чтобы забрать ребёнка. Когда она не смогла найти его там, то решила, что младенец стал жертвой диких животных, и разбитая горем ушла восвояси.
Спустя годы Ксуф отправился в Дельфы, чтобы испросить у оракула, отчего в его браке с Креусой нет детей, и встретил Иона, который вырос в храме Аполлона. Пророчество, данное Аполлоном, казалось, указывало на Иона как на его сына, поэтому Ксуф решил усыновить юношу. Креуса, не подозревая о бесплодии своего мужа, подумала, что Ион, должно быть, был результатом прелюбодеяния Ксуфа в прошлом, и попыталась отравить молодого человека, но Ион успел вовремя раскрыть заговор и даже хотел убить Креусу. Ион настиг её у алтаря Аполлона, та молила о пощаде. В конце концов, Креуса осталась жива благодаря вмешательству Пифии, которая поведала Иону, что того нашли брошенным. Она показала ему корзину, в которой его принесли. В этот момент, по описанию содержимого корзины Креуса поняла, что Ион никто иной, как её собственный сын, рождённый от Аполлона, тот самый, брошенный ею в пещере. В конце пьесы Афина обещает Креусе, что у неё с мужем всё же родятся два сына, при этом Ксуф не должен ничего узнать о произошедшем в храме.